# Осеннее наступление в Северо-Восточном Китае (1947)
Осеннее наступление в Северо-Восточном Китае (кит. упр. 东北1947年秋季战役) — крупная военная кампания, проводившаяся НОАК 14 сентября — 9 ноября 1947 года в Маньчжурии во время гражданской войны в Китае.

## Предыстория
После успехов коммунистов в летнем наступлении Чан Кайши снял с командования войсками на Северо-Востоке Китая Ду Юймина и поставил вместо него Чэнь Чэна. Чэнь Чэн ещё в 1946 году предлагал вывести войска из Маньчжурии, разгромить основные силы коммунистов в центральном Китае, и лишь потом заняться отдалёнными районами. Прибыв на место и оценив силы и ситуацию, он принял решение сосредоточить силы на защите таких крупных городов, как Чанчунь, Сыпин, Шэньян и Цзиньчжоу, а также соединяющих их железнодорожных линий.
Коммунисты к августу восполнили потери и сформировали новые войска, готовясь к осенним боям. Задачей осеннего наступления Мао Цзэдун поставил пресечение сухопутной связи Маньчжурии с центральным Китаем, чтобы гоминьдановские войска не смогли, оставив Маньчжурию, принять участие в боевых действиях во Внутреннем Китае. На основе его указаний Линь Бяо и Ло Жунхуань разработали следующий план: сначала войска Хэбэй-Жэхэ-Ляонинского военного района (объединённые во 2-й фронт под командованием Чэн Цзыхуа) атакуют слабо защищённую Бэйнинскую железную дорогу, а когда гоминьдановцы перебросят войска на запад, то шесть колонн из северной и южной Маньчжурии (объединённые в 1-й фронт под командованием Сяо Цзингуана) перережут железнодорожное сообщение между Сыпином и Чанчунем.

## Силы сторон
Чэнь Чэн распустил многие местные охранные части, которые на самом деле были бывшими частями императорской армии Маньчжоу-го, однако после переброски в Маньчжурию из центрального Китая 49-й армии силы гоминьдановцев достигли полумиллиона человек в составе сорока пяти дивизий, объединённых в десять армий.
Коммунисты, склонив благодаря земельной реформе крестьянство на свою сторону и наладив в маньчжурских городах военную промышленность, ещё с 1946 года приступили к обучению войск и созданию крупной армии. К осени 1947 года они располагали войсками численностью 510 тысяч человек, объединённых в девять колонн и двенадцать отдельных дивизий (в том числе две кавалерийские дивизии).

## Ход событий

### Первый этап
Так получилось, что первыми боевые действия начали гоминьдановцы. Чтобы обезопасить Бэйнинскую железную дорогу, 6 сентября три гоминьдановские дивизии начали наступление на войска 2-го фронта из Суйчжуна, Синчэна и Цзиньси. Однако коммунисты, скорректировав планы, решили всё равно наступать войсками 8-й и 9-й колонн 2-го фронта. 13 сентября войска 8-й колонны вышли на подступы к Цзиньси и к вечеру 16 сентября разгромили гоминьдановскую 50-ю дивизию под Янцзячжанцзы.
К 19 сентября гоминьдановское командование перебросило под Янцзячжанцзы часть 49-й армии из-под Цзиньчжоу. 21 сентября бои возобновились, гоминьдановское командование перебросило дополнительные части из-под Цзиньчжоу и Цзиньси, но 22 сентября сражение завершилось в пользу коммунистов.
28-30 сентября войска 2-го фронта перерезали железнодорожное сообщение между Цзиньчжоу и Шаньхайгуанем. Чэнь Чэн был вынужден перебросить к Цзиньчжоу две дивизии из-под Телина, а также запросить помощи у командовавшего гоминьдановскими войсками в северном Китае Фу Цзои.

### Второй этап
Воспользовавшись ослаблением гоминьдановских сил на Южно-Маньчжурской железной дороге, 26 сентября Линь Бяо отдал приказ о начале осеннего наступления. 1 октября 7-я и 9-я дивизии 3-й колонны окружили гоминьдановскую 116-ю дивизию 53-й армии и 2 октября полностью её разгромили. Под ударами коммунистов гоминьдановские войска быстро откатывались к Телину, Кайюаню и Сыпину. Линь Бяо приказал войскам 3-й и 4-й колонн взять Кайюань (где оборонялось всего четыре полка), а войскам 1-й и 2-й колонн блокировать Сыпин. 7 октября войска 7-й колонны взяли Чжанъу.

### Третий этап
8 октября в Шэньян прилетел Чан Кайши. Проведя совещание с местными командующими, он улетел в Бэйпин, где приказал Фу Цзои отправить войска на северо-восток, чтобы восстановить сухопутное сообщение с Маньчжурией. Продвигаясь вперёд медленно, не распыляясь, северокитайские гоминьдановские войска оттеснили 8-ю и 9-ю колонны, и в середине октября обеспечили восстановление железнодорожного сообщения с Маньчжурией.
Тем временем 8-я и 9-я колонны подошли к Чаояну и вечером 22 октября взяли город. Продвигавшиеся к нему с юга северокитайские гоминьдановские войска были 28 октября остановлены под Исянем, и разгромлены в ходе сражения, длившегося с 31 октября по 2 ноября.
На севере 16 октября войска 6-й колонны окружили Гирин. 20 октября был взят Хуайдэ. 4-я колонна 18 октября окружила Фушунь, но не смогла взять город. 9 ноября осеннее наступление коммунистов завершилось.

## Итоги и последствия
В результате осеннего наступления коммунисты взяли 15 городов, и уничтожили войска противника общей численностью до 69 тысяч человек. Переброска гоминьдановских войск в Маньчжурию ослабила их боевые возможности в центральном Китае, в результате чего коммунисты смогли взять Шицзячжуан.